# Taufstein der Klosterkirche Rohr (Niederbayern)

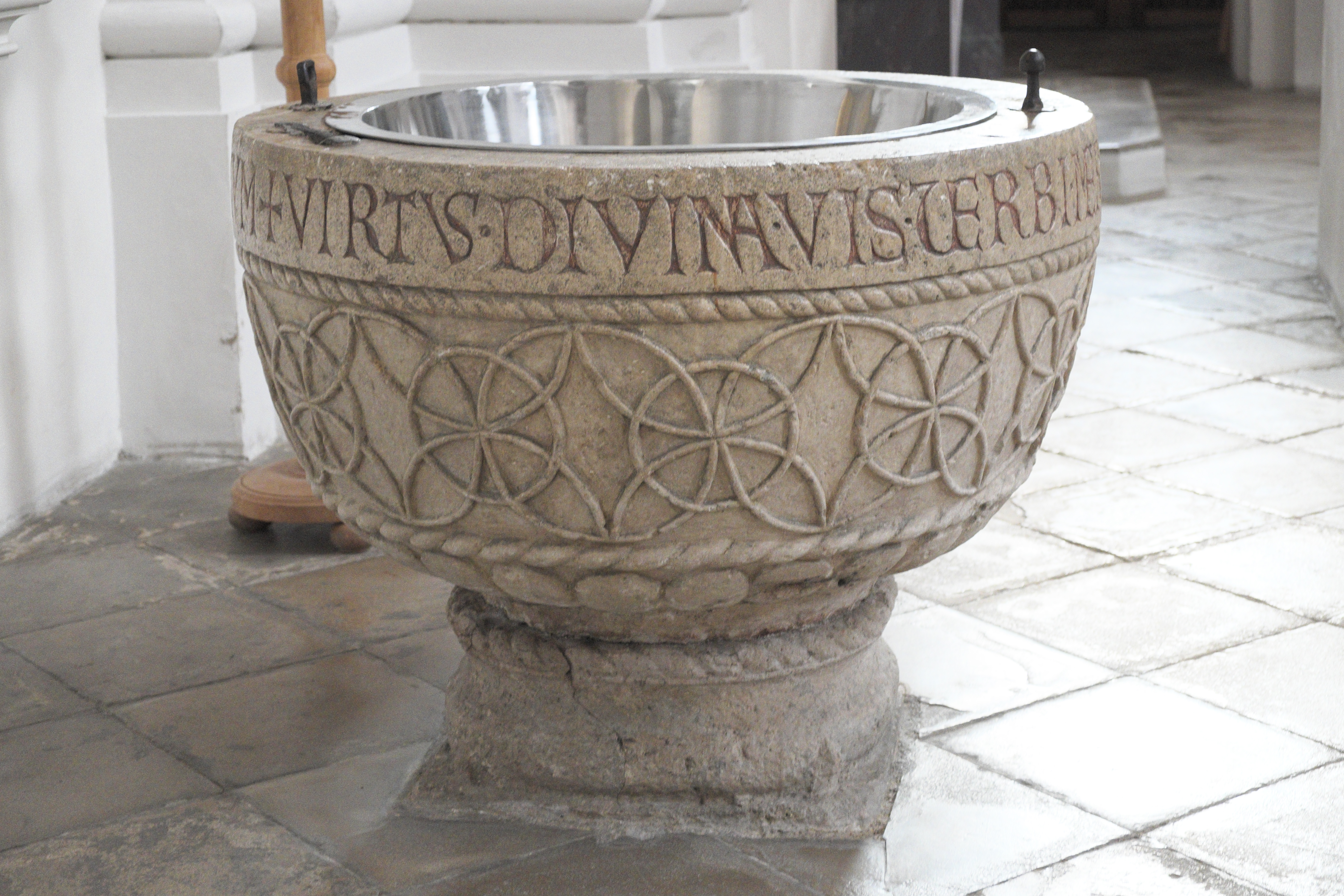
Taufstein der Klosterkirche in Rohr

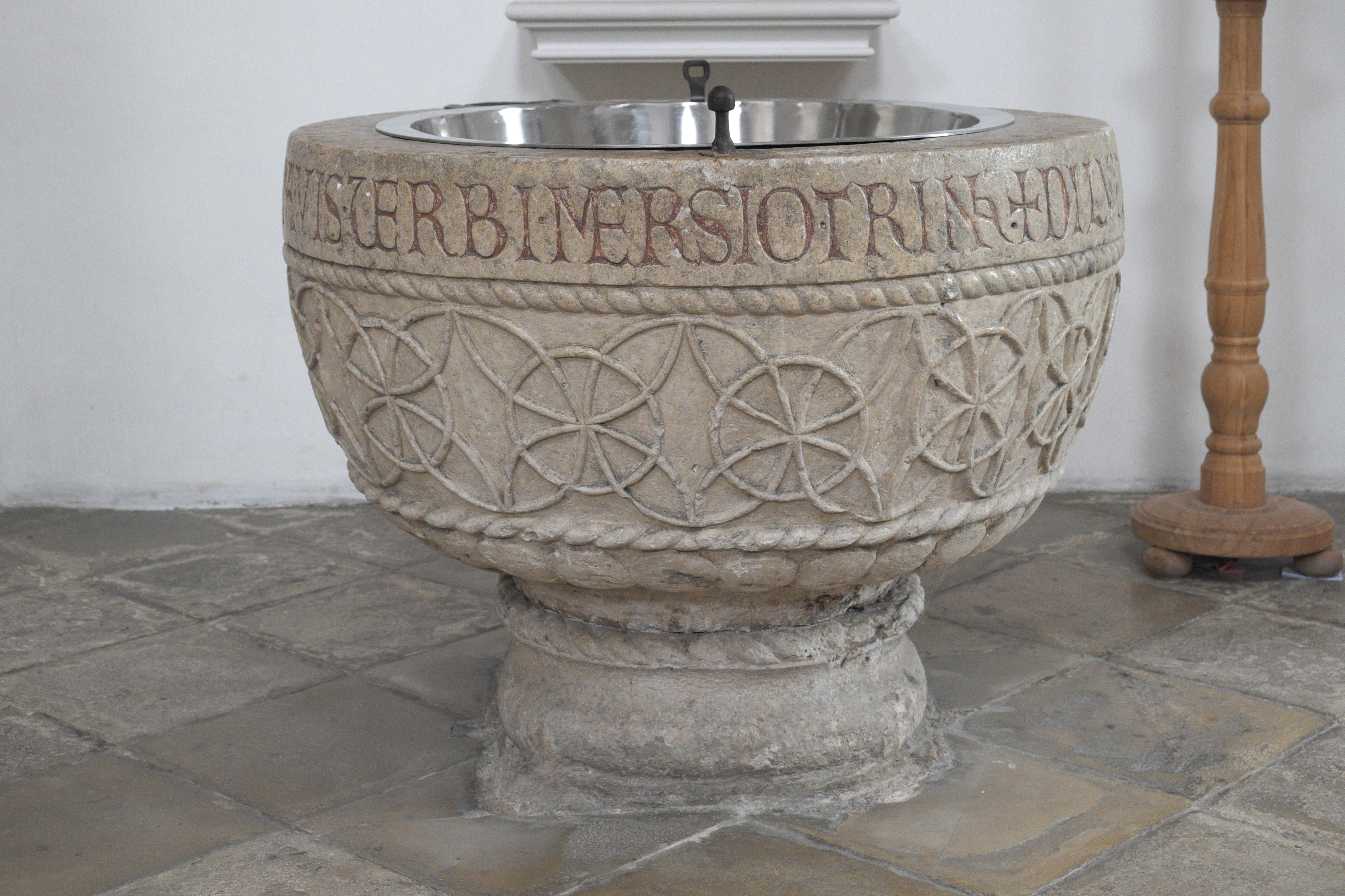
Fortsetzung der Inschrift

Der Taufstein der Klosterkirche in Rohr, einer Marktgemeinde in der Hallertau im niederbayerischen Landkreis Kelheim, wird in die erste Hälfte des 13. Jahrhunderts datiert. Der Taufstein aus Kalkstein ist als Teil der Kirchenausstattung ein geschütztes Baudenkmal.
Der noch zum romanischen Stil gehörige Taufstein besteht aus einem großen Halbkugelbecken mit gedrungenem Fuß. Über dem muschelförmigen Beckenboden ist ein breites Band mit Flechtwerkornament, das aus Kreisen und Segmenten besteht, die in dünnen Stäben ausgeführt sind. Ein Schnurband bildet die untere und obere Begrenzung. Den Beckenrand umläuft folgende lateinische Inschrift (leoninischer Vers):
VIRTVS DIVINA. VIS VERBI. MERSIO TRINA.
DILVIT. INNATUM. VETERI. RADICE. REATVM.
„Die göttliche Macht, die Kraft des Wortes, das dreifache Eintauchen
wäscht die angeborene Schuld aus alter Wurzel ab.“
Die Abdeckung mit der Darstellung der Taufe Jesu durch Johannes den Täufer stammt aus späterer Zeit.